# 소 슈웨 따이
소 슈웨 따이(버마어: စဝ်ရွှေသိုက်, 버마어 발음: [saʔ ʃwè θaiʔ], 1895년 10월 16일 ~ 1962년 10월 16일)은 버마의 초대 대통령이자 냐웅슈웨의 마지막 소파이다. 그의 왕위계승은 캄바우사라흐타 티리 파와라마하운타 투다라마라자였다. 그는 버마에서 존경받는 샨족의 정치인이었다. 호인 냐웅슈웨에 있는 그의 저택은 현재 "부처 박물관"이 되어 일반에 공개되고 있다.

## 어린 시절
1895년 10월 16일에 태어난 슈웨 타익은 타웅지에 있는 산 최고위원 학교에서 교육을 받았다. 그 후 제1차 세계 대전 동안 영국 군에 입대하였고, 1920년부터 1923년까지 북동부 프런티어 군에서 복무하였다. 1927년 9월, 그는 그의 삼촌의 후계자로 샨 주 연합의 장관 협의회에 의해 하베휘의 사오파로 선정되었다. 1929년 3월 8일 공식 취임하였다. 그는 1939년부터 1942년까지 다시 군복무를 했다. 그는 다섯 번 결혼했는데, 그의 가장 잘 알려진 부인은 북흐센위 상홈 하마의 사오파의 누이인 사오 낭 허언 캄이었다. 그에게는 총 세 명의 자녀가 있었다.

## 국민회의 의장
대통령 임기를 마친 후 1950년부터 1962년까지 참의원 의장을 지냈다. 1962년 3월 군사 쿠데타에서 그는 네 윈 장군이 이끄는 연합혁명위원회에 의해 체포되어 1962년 11월 감옥에서 사망했다. 그의 아들 중 한 명인 17살이었던 그는 1962년 3월 군사 쿠데타로 사망했는데, 쿠데타 당일 유일한 사상자가 발생한 것으로 보인다.